# Elinquín
Elinquín (Elinkine en francés) es una pequeña localidad de la Casamanza que se encuentra en la desembocadura del río Casamanza. Pertenece a la comunidad rural de Melompe, y se encuentra a 35 km de Usui, a cuyo distrito pertenece.

## Economía
Es una localidad pesquera, aunque también tiene algo de turismo, debido a que es necesario embarcar aquí para acceder a la isla de Carabán.